# Josephine Touray
Maria Josephine Touray, född 6 oktober 1979 i Hasle vid Århus, är en dansk tidigare handbollsspelare. Hon är vänsterhänt och spelade i anfall som högersexa.

## Klubbkarriär
Touray spelade hela sin karriär för danska klubbar.

### Landslagskarriär
Touray har spelat 123 landskamper och gjort 383 mål i danska landslaget , där hon spelade under sju år drygt. Landskampsdebut den 8 maj 2001 mot Holland. Sistalandskampen 11 december 2008 mot Ukraina. Största meriten blev att hon ingick i det danska lag som tog OS-guld i damernas turnering i samband med de olympiska handbollstävlingarna 2004 i Aten. Hon var också med i två EM-turneringar där Danmark tog medalj 2002 och 2004.

## Klubbar
- Bjerringbro KFUM
- Viborg HK (–1999)
- KIF Kolding (1999–2003)[4]
- Ikast-Bording EH (2003–2005)[5]
- FCK Håndbold (2005–2008)[6]
- SK Aarhus (2008–2009)[7][8]
- FIF Håndbold (2010–2012)[9]
- København Håndbold (2013)